# Aloe marlothii
Aloe marlothii és una espècie de planta suculenta del gènere Aloe dins la família de les asfodelàcies que es distribueix per Sud-àfrica, Botswana, Swaziland i Moçambic. És una planta suculenta que es troba a valls i vessants càlides, entre roques i matollars. És un dels àloes de Sud-àfrica més fàcils de cultivar.

## Descripció

### El Port
És un àloe de port gran, robust i d'una sola tija. És una planta suculenta que, generalment, arriba als 2 o 4(6) metres d'alçada.

### Les Fulles
Les fulles velles es queden a la tija per sota de les fulles més joves, vives. Són fulles grans, amples i suculentes de color verd clar a verd grisenc a blau-verd, fins a 1500 x 250 mm, amb una àmplia base aprimant-se cap a una punta afilada, coberta d'espines a la part superior amb dents acolorides amb taronja al llarg dels marges de les fulles.

### Les Flors
Les flors es presenten en raïms, en una inflorescència en forma de canelobre ramificat, que té fins a 30 raïms (pics individuals coberts amb flors individuals). El color de la flor varia del taronja-vermell típic a groc o vermell brillant i pot estar present entre maig i setembre. El caràcter distintiu rau en les inflorescències inclinades. En general són gairebé horitzontals, però poden ser gairebé verticals en algunes formes.

## Distribució
Aloe marlothii es produeix des del Nord-oest de Sud-àfrica, Gauteng, Limpopo, Mpumulanga, Swazilàndia, Zimbabwe, Botswana i Moçambic per KwaZulu-Natal, al nord de Durban, des del nivell del mar fins a 1 600 m.

## Taxonomia
Aloe marlothii va ser descrita per Nees ex Steud. i publicada a Synopsis Plantarum Glumacearum 1: 322. 1854.

### Etimologia
- Aloe: nom genèric que deriva del grec alsos que fa referència a l'amarg del suc de les seves fulles. Probablement es deriva de la paraula anterior alloeh de l'àrab o de la paraula hebrea Allal, tant que significa amarg.
- marlothii: epítet específic llatí que se li va concedir en honor del ben conegut botànic H.W. Rudolf Marloth.

## Història
A l'altiplà de Polokwane (abans Pietersburg), Aloe marlothii es distribueix en termes de preferències climàtiques i ecològiques. Aquí masses denses de grans plantes de 80 a 100 anys, es produeixen a les zones gelades i on el fred hi és més freqüent, més planes i inclinades de manera més gradual, en el que en general haurien d'estar absents. L'explicació d'això és intrigant, ja que les grades es produeixen en els jaciments arqueològics on hi ha les ruïnes del llogaret Ndebele de l'Edat de Ferro africana. Els pobles daten des 1650-1880 quan el Ndebele va ocupar l'àrea. A. marlothii es produeix en les ruïnes al llarg dels dipòsits de cendra i llocs amb parets de pedra on els sòls s'enriqueixen i les plantes es creu que han germinat poc després de la conquesta de Boer del Ndebele en 1855.

## Usos
Les llavors van ser portades als pobles Ndebele de la planta material que utilitzen per a una varietat d'usos, com ara: l'ús de les fulles espinoses per raspar cuirs per preparar els vestits de les dones, l'ús de cendres de fulles seques d'un additiu de tabac, menjar nèctar de les flors, cocció de les fulles per tractar el cuc i la tènia i la saba de fulla fresca s'utilitza en els pits de les dones per deslletar nadons. Es creu que les llavors es van acumular en els llocs d'aquesta manera i que l'establiment a gran escala d'A marlothii es va dur a terme 20 a 30 anys després que els llocs van ser abandonats en 1855. Per tant, espècimens grans poden ser de fins a 110 anys d'antiguitat i es poden veure en el jaciment arqueològic Maxonwa Ndebele.

## Galeria

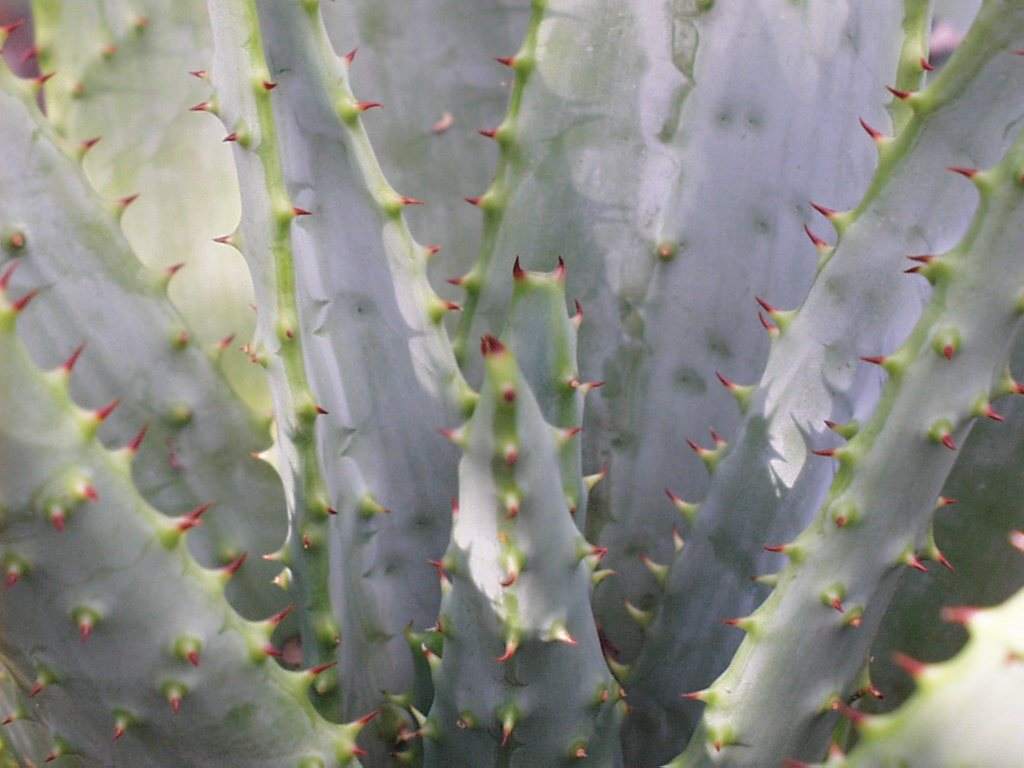
Fulles
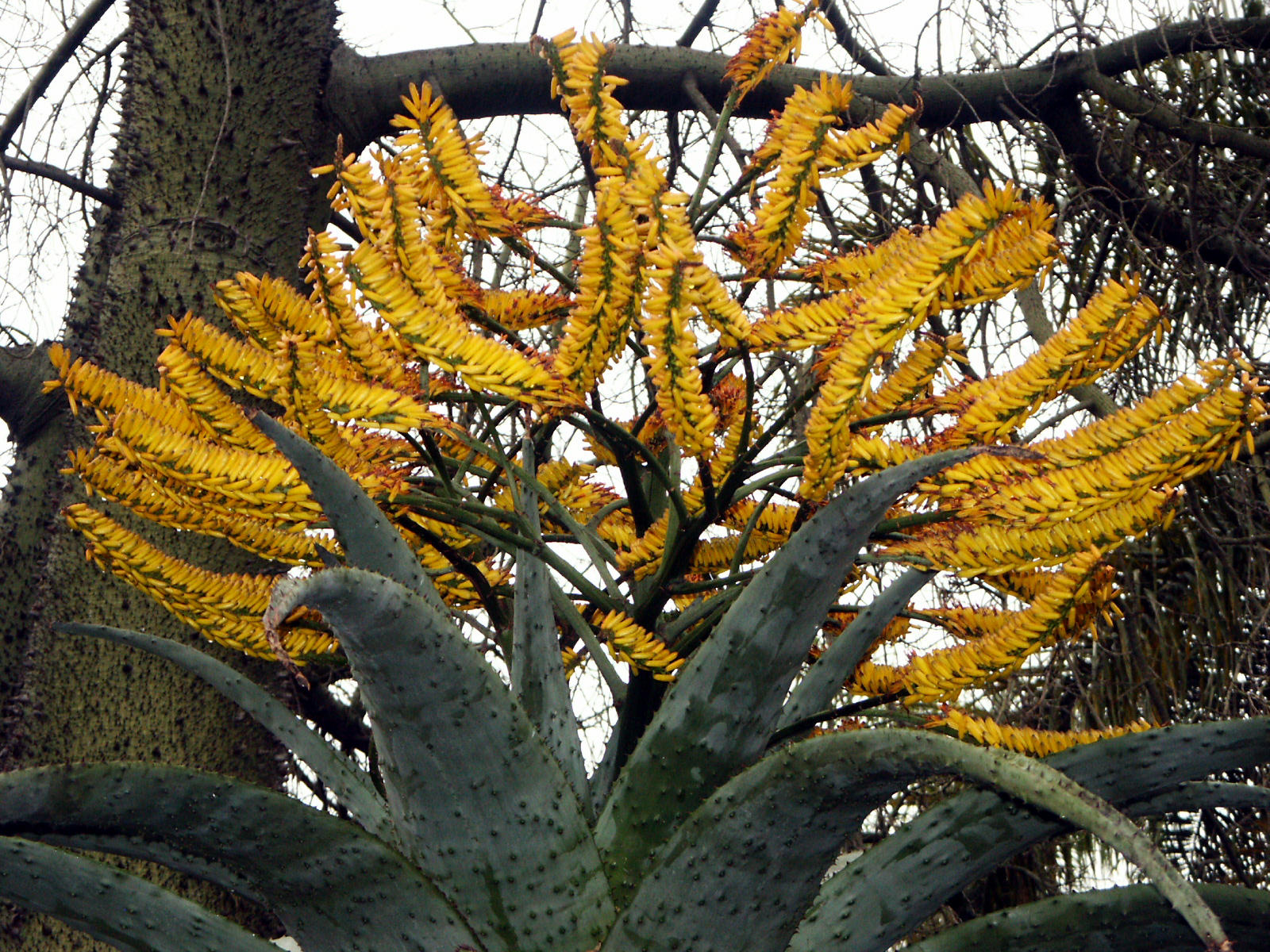
Inflorescències
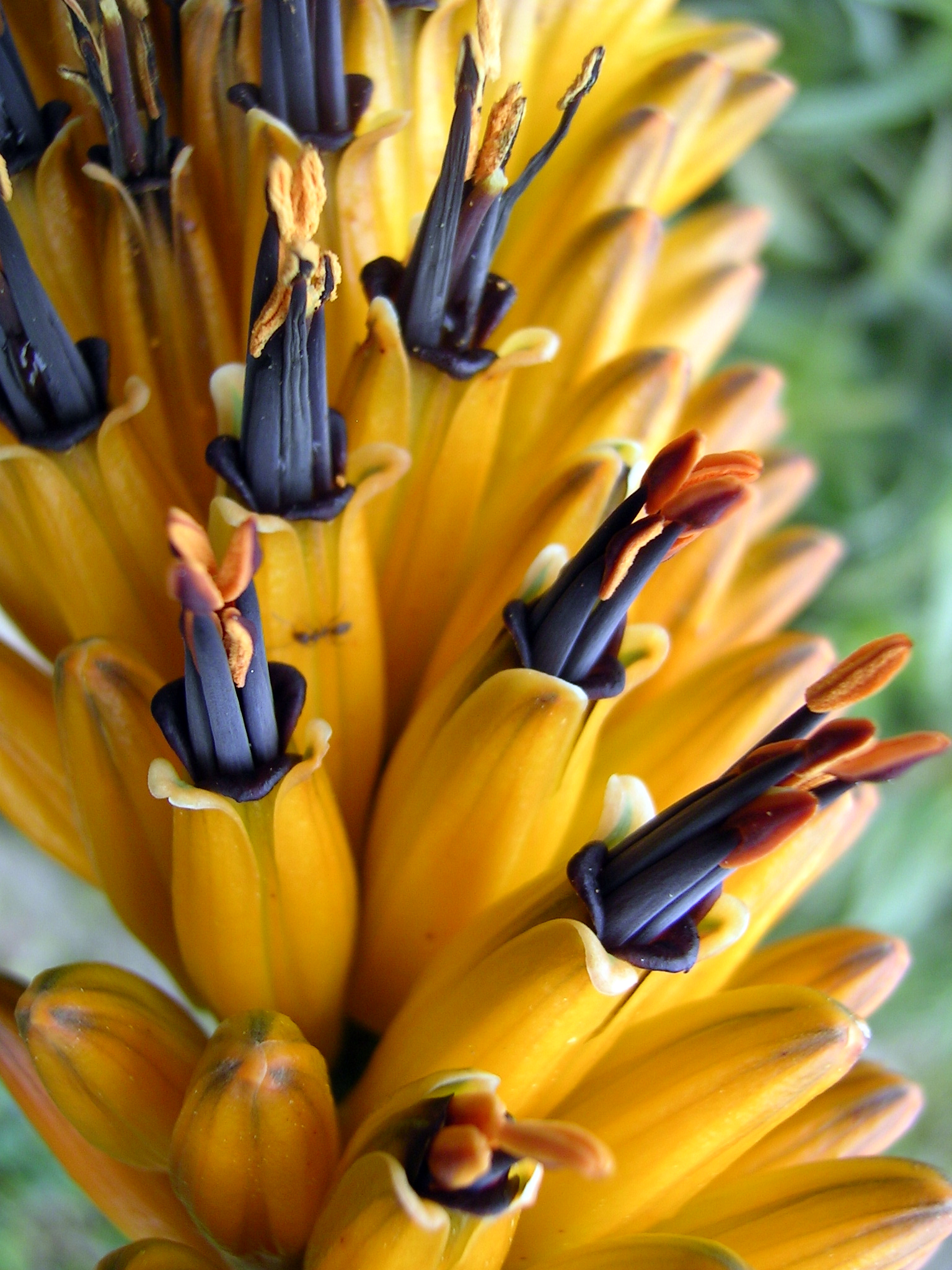
Detall de la inflorescència
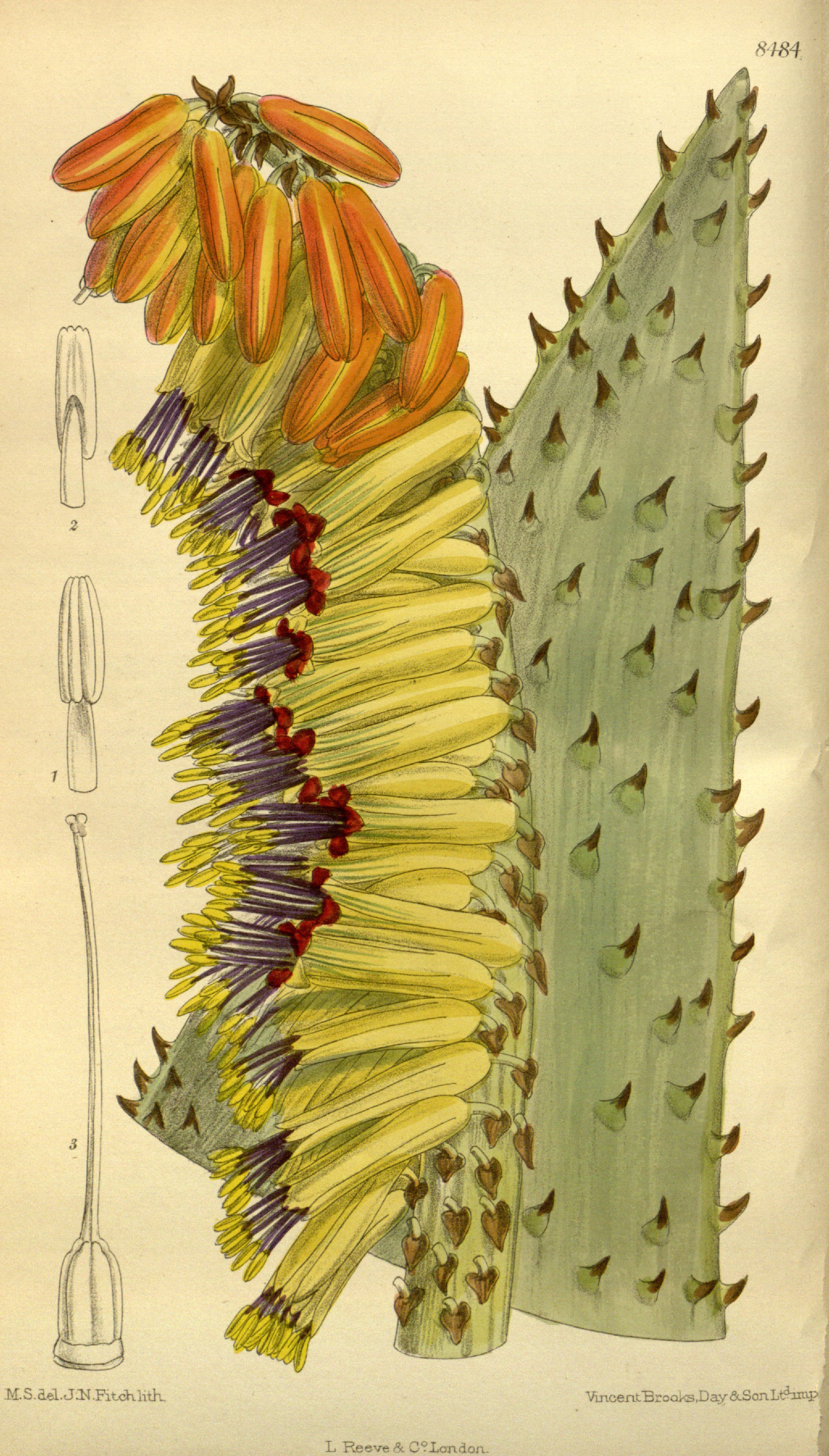
Il·lustració